# Hub One
Pour les articles homonymes, voir Hub.
Hub One est un opérateur de télécommunications et une entreprise de services du numérique française créé en 2001 au sein du Groupe ADP.
Son siège social est situé sur la zone aéroportuaire de l’Aéroport Paris-Charles-de-Gaulle (Roissy CDG). L’entreprise dispose également d’agences à Aix-en-Provence, Les Ulis, Lille, Lyon, Metz, Rennes, Strasbourg-Eckbolsheim et Orly.

## Historique
La société ADP Télécom est créée le 23 mai 2001 comme filiale à 100 % d’Aéroports de Paris[réf. souhaitée].
Jean Verdier, DSI d'Aéroports de Paris, est nommé Président Directeur général de la société.
En septembre 2005, elle change de nom pour devenir Hub Télécom.
En mars 2009, elle acquiert la société de géolocalisation Masternaut, qu'elle revend en 2011[source secondaire souhaitée].
En août 2012, elle acquiert Nomadvance. 
Le 23 octobre 2013, elle change de dénomination sociale et devient « Hub One ». En février 2014, la filiale Nomadvance change est renommée Hub One Mobility.
En 2017, elle nomme David Boucher directeur de la cybersécurité[pertinence contestée].
Elle soutient les actions du nouveau dispositif d'assistance aux victimes de cybermalveillance[C'est-à-dire ?], mis en place par l'ANSSI. Elle annonce le 22 juin 2018 l'acquisition de la société Sysdream.
Au second semestre 2018, Hub One et Objenious (filiale IoT de Bouygues Telecom) annoncent leur association, dans le cadre d'un partenariat stratégique, pour répondre au développement grandissant de l'Internet des Objets dans les environnements professionnels du transport, de la logistique et de la distribution,,,.[réf. nécessaire]
Depuis mai 2018, son directeur général est Guillaume de Lavallade, qui a succédé à Patrice Bélie. Son secrétaire général est Olivier Mellina-Gottardo.